# Strasbourg (couraçado)
O Strasbourg foi um couraçado operado pela Marinha Nacional Francesa e a segunda e última embarcação da Classe Dunkerque, depois do Dunkerque. Sua construção começou em novembro de 1934 na Ateliers et Chantiers de la Loire e foi lançado ao mar em dezembro de 1936, sendo comissionado na frota francesa em setembro de 1938. Era armado com uma bateria principal composta por oito canhões de 330 milímetros montados em duas torres de artilharia quádruplas, tinha deslocamento carregado de mais de 36 mil toneladas e alcançava uma velocidade máxima de 29 nós.
O couraçado passou seu curto período de serviço em tempos de paz realizando exercícios de treinamento e viagens para portos estrangeiros. Com o início da Segunda Guerra Mundial em setembro de 1939, o Strasbourg inicialmente serviu protegendo navios mercantes no Oceano Atlântico e depois patrulhando as áreas próximas da África Ocidental Francesa. Ele foi chamado de volta para o Mar Mediterrâneo em abril de 1940 para dissuadir a entrada da Itália na guerra, porém os franceses se renderam para a Alemanha no final de junho depois da derrota na Batalha da França.
O armistício especificou que a frota francesa deveria ser desmilitarizada, com o Strasbourg e outros navios ficando em Mers-el-Kébir. Os britânicos atacaram a base francesa em julho para que as embarcações não fossem tomadas pelos alemães, porém o Strasbourg conseguiu escapar e voltar para Toulon. Ele permaneceu no local até novembro de 1942, quando foi deliberadamente afundado para que não fosse capturado pelos alemães. Depois disso foi parcialmente desmontado e bombardeado por ataques aéreos até ser completamente desmontado após a guerra.

## Características

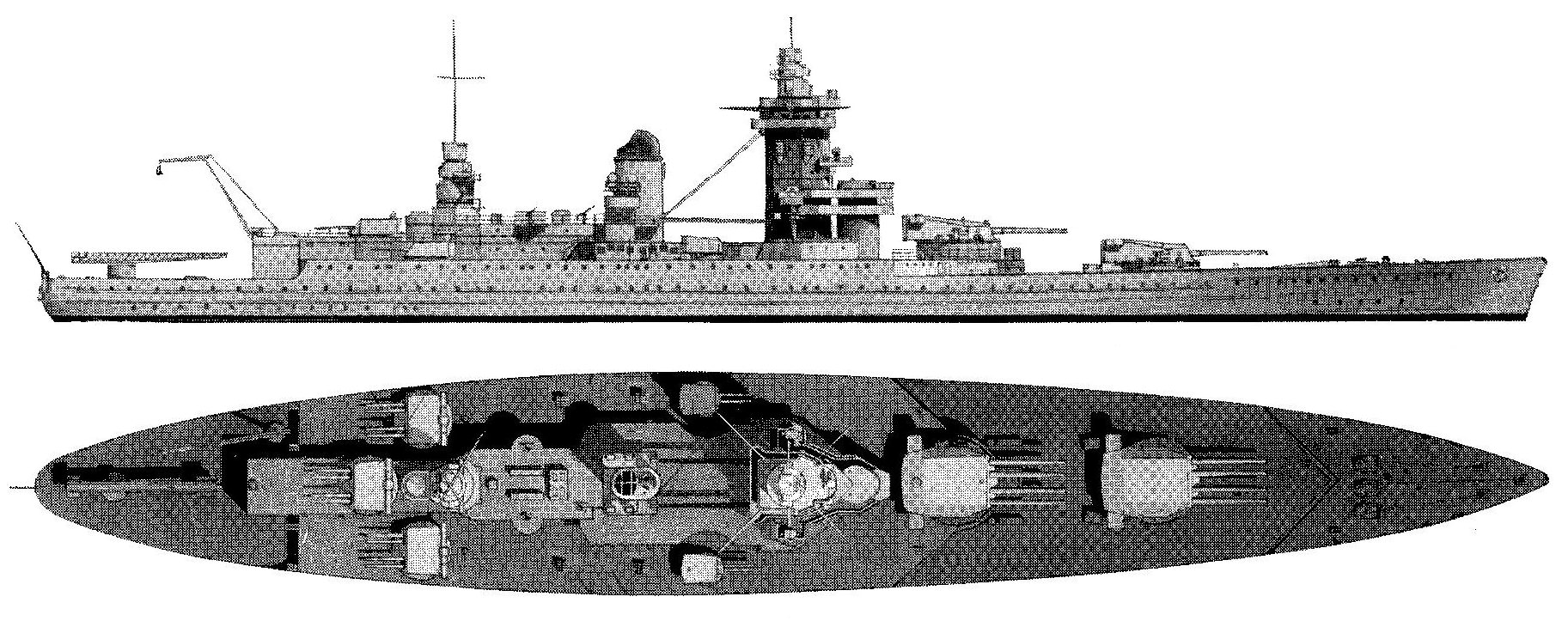
Desenho do Strasbourg

A equipe de projetos da Marinha Nacional Francesa passou a década pós-Tratado Naval de Washington de 1922 tentando produzir um projeto satisfatório para preencher as setenta mil toneladas permitidas pelo tratado. Os franceses inicialmente tentaram responder aos cruzadores pesados italianos da Classe Trento, porém todas as propostas foram rejeitadas. Os cruzadores pesados alemães da Classe Deutschland se tornaram o novo foco em 1929. O projeto tinha de respeitar os termos do Tratado Naval de Londres de 1930, que limitava os franceses a dois navios de 23,3 mil toneladas até 1936. Um projeto desse tamanho foi apresentado, mas rejeitado em 1931 pelo parlamento francês. Foi então desenvolvido um novo projeto de 26,5 mil toneladas com canhões de 330 milímetros, tendo maior blindagem mas uma velocidade máxima um pouco mais baixa. Este foi aprovado no começo de 1932, com o Strasbourg sendo encomendado com um projeto de maior blindagem e peso mais elevado do que seu irmão Dunkerque.
O Strasbourg tinha 214,5 metros de comprimento de fora a fora, uma boca de 31,08 metros e um calado máximo de 8,7 metros. Tinha um deslocamento padrão de 28,1 mil toneladas, enquanto o deslocamento carregado era de 36,1 mil toneladas. Seu sistema de propulsão era composto por quatro conjuntos de turbinas a vapor Parsons alimentadas por seis caldeiras Indret a óleo combustível. Tinha uma potência indicada de 109 mil cavalos-vapor (80,2 mil quilowatts) para uma velocidade máxima de 29,5 nós (54,6 quilômetros por hora), com sua autonomia sendo de 7 850 milhas náuticas (14 540 quilômetros) a 15 nós (28 quilômetros por hora). A embarcação era equipada com dois hidroaviões para reconhecimento aéreo, uma catapulta de lançamento na popa e um guindaste para içá-los do mar. Sua tripulação ficava entre 1 381 e 1 431 oficiais e marinheiros.
A bateria principal tinha oito canhões Modelo 1931 calibre 50 de 330 milímetros em duas torres de artilharia quádruplas, ambas à vante da superestrutra com a segunda sobreposta à primeira. O armamento secundário tinha dezesseis canhões de duplo propósito Modelo 1932 calibre 45 de 130 milímetros em três torres de artilharia quádruplas e duas duplas, essas instaladas na popa e estas à meia-nau. A bateria antiaérea tinha oito canhões Modelo 1925 calibre 50 de 37 milímetros em quatro montagens duplas e 36 metralhadoras de 13,2 milímetros em montagens quádruplas. O cinturão principal tinha 283 milímetros de espessura à meia-nau, já o convés blindado tinha entre 115 e 125 milímetros. As torres de artilharia principais tinham frentes de 360 milímetros, laterais de 250 milímetros e tetos de 150 milímetros. A torre de comando tinha laterais de 270 milímetros.

## História

### Tempos de paz

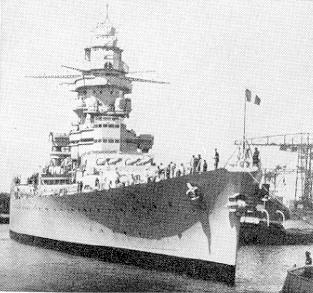
O Strasbourg atracado

O Strasbourg foi encomendado em 16 de julho de 1934 em resposta aos couraçados italianos da Classe Littorio. Seu batimento de quilha ocorreu em 24 de novembro de 1934 na rampa de lançamento Nº 1 no Ateliers et Chantiers de la Loire em Saint-Nazaire. Foi lançado ao mar em 12 de dezembro de 1936, sendo então atracado no cais de equipagem, onde seu armamento, sistema de propulsão e outros equipamentos foram instalados. O navio deixou Saint-Nazaire em 15 de junho de 1938 e seguiu para Brest, no caminho realizando breves testes de velocidade. Chegou no dia seguinte e partiu novamente em 21 de junho para iniciar seus testes de aceitação oficiais. Modificações foram feitas entre 22 e 30 de junho, seguidas por mais testes marítimos que prosseguiram até agosto. Testes de artilharia ocorreram nos dias 24 e 25 próximos de Ouessant, com o couraçado sendo formalmente comissionado em 15 de setembro. Foi para uma doca seca no mesmo dia para que seu sistema de propulsão fosse inspecionado depois dos testes. O Strasbourg voltou para o mar em 15 de dezembro para treinamentos e mais testes de artilharia. A situação internacional na Europa estava nessa época ficando cada vez pior à medida que a Alemanha começou a fazer exigências cada vez mais hostis sobre seus vizinhos.
O navio foi finalmente considerado apto para o serviço em 24 de abril de 1939, juntando-se à Frota do Atlântico junto com o Dunkerque; os dois foram designados como a 1ª Divisão de Batalha. Eles receberam listras em suas chaminés para identificação, uma para o Dunkerque como o líder de divisão e duas para o Strasbourg. Os couraçados partiram em 1º de maio para um cruzeiro até Lisboa, em Portugal, chegando dois dias depois para celebrações do aniversário da descoberta do Brasil. Deixaram Portugal em 4 de maio e retornaram para Brest três dias depois. Encontraram-se no local com uma esquadra britânica em visita à França. Os dois couraçados franceses fizeram uma surtida em 23 de maio com a 4ª Divisão de Cruzadores e três divisões de contratorpedeiros para manobras próximas do litoral do Reino Unido. O Strasbourg e o Dunkerque então visitaram portos britânicos, Liverpool de 25 a 30 de maio, Oban de 31 de maio a 4 de junho, Staffa em 4 de junho, Loch Ewe de 5 a 7 de junho, Scapa Flow em 8 de junho e Rosyth de 9 a 14 de junho, em seguida parando em Le Havre na França entre 16 e 20 de junho. Retornaram a Brest no dia seguinte. A esquadra fez mais treinamentos próxima da Bretanha no decorrer de julho e início de agosto.

### Segunda Guerra Mundial

#### Primeiras ações
As tensões com a Alemanha aumentaram em agosto, desta vez acerca de reivindicações territoriais sobre a Polônia, com as marinhas francesa e britânica discutindo coordenação em caso de guerra; eles concordaram que os franceses seriam responsáveis por dar cobertura para navios mercantes do sul do Canal da Mancha até o Golfo da Guiné na África. A Força de Ataque foi criada centrada no Strasbourg e Dunkerque com o objetivo de proteger rotas comerciais de corsários alemães. Este grupo ficou sob o comando do vice-almirante de esquadra Marcel-Bruno Gensoul e também tinha três cruzadores rápidos e oito contratorpedeiros, ficando baseada em Brest. Observadores britânicos informaram a Marinha Nacional que os cruzadores pesados da Classe Deutschland tinham ido para o Atlântico no final de agosto e que o contato com as embarcações tinha sido perdido. A Força de Ataque fez uma surtida de Brest para fazer guarda contra qualquer possível ataque dos navios alemães em 2 de setembro, um dia depois da Alemanha invadir a Polônia mas antes de França e Reino Unido terem declarado guerra. Gensoul, ao ser informado que os alemães tinham sido avistados no Mar do Norte, ordenou que sua esquadra voltasse para o porto depois de se encontrar com o transatlântico francês SS Flandre nos Açores. Eles escoltaram o navio de passageiros e chegaram em Brest no dia 6.
Franceses e britânicos formaram grupos de caça para rastrear os corsários alemães à solta no Atlântico. A Força de Ataque foi dividida, com o Strasbourg e Dunkerque operando individualmente como Força X e Força L, respectivamente. O Strasbourg e dois cruzadores pesados juntaram-se ao porta-aviões britânico HMS Hermes em Dacar na África Ocidental Francesa, enquanto o Dunkerque, o porta-aviões Béarn e três cruzadores ficaram em Brest. O Strasbourg deixou Brest em 7 de outubro com o contratorpedeiro Volta e uma divisão de barcos torpedeiros, encontrando-se com o Hermes mais tarde no mesmo dia próximo de Camaret-sur-Mer. Os navios navegaram para o sul e se encontraram com os cruzadores pesados próximo de Casablanca, chegando em Dacar no dia 14. Eles realizaram uma patrulha pela região central do Atlântico entre 23 e 29 de outubro, durante a qual capturaram no dia 25 o navio mercante alemão Santa Fe. Outra patrulha ocorreu de 7 a 13 de novembro ao oeste de Cabo Verde, encontrando quatro alemães a bordo de um navio de passageiros belga e os aprisionando. Outros navios chegaram em Dacar em 21 de novembro para substituírem o Strasbourg, que partiu no mesmo dia com a escolta de barcos torpedeiros e do cruzador pesado Algérie. Originalmente receberam ordem de voltarem para Brest, mas havia temores que aeronaves alemãs tinham jogado minas navais na entrada do porto, assim foram desviados temporariamente para a Baía de Quiberon até que uma varredura no dia 29 revelou que não haviam minas.
A Itália estava no início de 1940 com uma postura cada vez mais hostil, assim em resposta a Força de Ataque foi enviada em 2 de abril para Mers-el-Kébir, na Argélia. Os dois couraçados mais dois cruzadores e cinco contratorpedeiros chegaram três dias depois. Entretanto, a esquadra recebeu ordens para voltar a Brest alguns dias depois em resposta à invasão alemã da Noruega em 9 de abril. A Força de Ataque deixou Mers-el-Kébir no mesmo dia e chegou em Brest no dia 12; a intenção era para que desse cobertura aos comboios reforçando as tropas Aliadas lutando na Noruega. Todavia, a ameaça italiana crescente continuou a pesar para o comando francês, que rescindiu as ordens dos navios e comandou em 24 de abril que todos voltassem para Mers-el-Kébir. O Strasbourg e o resto do grupo partiram no mesmo dia e chegaram no dia 27. Realizaram treinamentos no Mediterrâneo Ocidental em 9 e 10 de maio, mas pouco fizeram no decorrer do mês seguinte. A Itália declarou guerra contra a França e Reino Unido em 10 de junho.
O Strasbourg e o Dunkerque fizeram uma surtida dois dias depois para interceptar navios alemães e italianos relatados incorretamente na área. Os franceses tinham uma inteligência errônea que indicava que os alemães tentariam forçar um grupo de couraçados pelo Estreito de Gibraltar a fim de reforçar a frota italiana. Aeronaves de reconhecimento relataram uma frota inimiga navegando do Mediterrâneo em direção de Gibraltar. Os franceses presumiram que era a frota italiana navegando para se encontrar com os alemães, assim aumentaram sua velocidade para interceptá-los, porém descobriram que as aeronaves tinham na verdade avistado a própria frota francesa. Os navios então retornaram para Mers-el-Kébir. A França se rendeu para a Alemanha em 22 de junho depois de ser derrotada na Batalha da França; foi proposto durante as negociações de paz que vários navios franceses fossem desmilitarizados em Toulon, mas sob os termos do Armistício o Strasbourg e o Dunkerque deveriam permanecer em Mers-el-Kébir.

#### Mers-el-Kébir

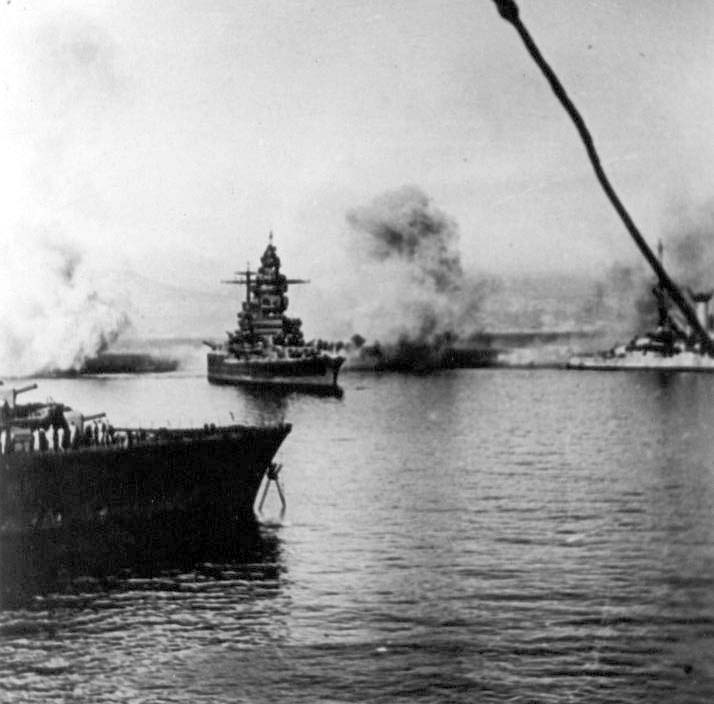
O Strasbourg se soltando de suas amarras e tentando fugir sob fogo de navios britânicos em 3 de julho de 1940 durante o Ataque a Mers-el-Kébir

Os britânicos interpretaram errado os termos do armistício, acreditando que ele dava aos alemães acesso à frota francesa, passando a temer que as embarcações seriam tomadas e colocadas a serviço contra a Marinha Real apesar das garantias de Darlan de que elas seriam deliberadamente afundadas caso os alemães tentassem tomá-las. O primeiro-ministro Winston Churchill conseguiu convencer o Gabinete de Guerra de que a frota francesa deveria ser neutralizada ou forçada a reentrar na guerra pelo lado do Reino Unido. A Força H, sob o comando do vice-almirante sir James Somerville e centrada no cruzador de batalha HMS Hood e nos couraçados HMS Valiant e HMS Resolution, chegou em Mers-el-Kébir com o objetivo de coagir a esquadra francesa a mudar de lado ou se afundar. A Marinha Nacional recusou, pois isto violaria os termos do armistício. Consequentemente, os britânicos abriram fogo às 17h55min. O Strasbourg estava atracado no molhe com a popa virada para o mar, assim ele não podia disparar de volta.
Gensoul, imediatamente depois dos britânicos abrirem fogo, ordenou que seus navios partissem e atirassem de volta. O Strasbourg, na época comandado pelo capitão de navio de linha Louis Collinet, foi o primeiro grande navio a se soltar de suas amarras junto com os contratorpedeiros Volta, Le Terrible, Tigre e Lynx, rumando para fora do porto. Destroços de quase acertos choveram sobre o couraçado, com alguns fragmentos pontudos amassando ou perfurando buracos no casco, enquanto estilhaços em chamas queimaram seu convés. Um projétil de 381 milímetros quase acertou o Strasbourg às 18h00min. Os contratorpedeiros navegaram à vante do couraçado enquanto passavam pelo molhe com o objetivo de enfrentarem contratorpedeiros britânicos na entrada do porto, se organizando a bombordo do Strasbourg à medida que navegavam para o leste. Uma fumaça espessa sobre o porto vinda do destruído couraçado Bretagne, que tinha sofrido uma explosão em seus depósitos de munição, encobriu a fuga do Strasbourg e dos contratorpedeiros, com Somerville inicialmente desconhecendo que o couraçado tinha conseguido fugir. Ele recebeu um relato de um avião de reconhecimento Fairey Swordfish de que um navio da Classe Dunkerque tinha deixado o porto, mas se recusou a acreditar, pois achava que os campos minados que tinham sido colocados naquela manhã impediriam qualquer escapada.
O contratorpedeiro britânico HMS Wrestler, que tinha sido encarregado de vigiar a entrada do porto, virou-se e lançou uma cortina de fumaça a fim de proteger a Força H do que parecia ser um ataque de contratorpedeiros. Isto acabou ajudando a obscurecer o Strasbourg, que, ao aumentar sua velocidade de quinze para 28 nós (28 para 52 quilômetros por hora), lançou no ar uma grande nuvem de fumaça preta. Os navios franceses navegaram por um buraco no campo minado defensivo para ficarem sob a proteção de uma bateria costeira de canhões de 240 milímetros no Cabo Canastel. Nesta altura, o Tigre e Lynx tinham se organizado à vante do couraçado enquanto o Le Terrible e Volta se posicionaram na retaguarda. Os dois contratorpedeiros da vanguarda lançaram cargas de profundidade contra o submarino HMS Proteus às 18h40min, forçando-o à manobras evasivas. Os contratorpedeiros franceses Bordelais e Trombe mais o barco torpedeiro La Poursuivante chegaram de Orã às 19h00min para ajudar na cobertura da retirada.

Rota de fuga do Strasbourg e dos navios britânicos em perseguição pós-ataque

Somerville nesta altura tinha percebido que o Strasbourg tinha realmente escapado. Ele ordenou um ataque de aeronaves do porta-aviões HMS Ark Royal na esperança de retardar o couraçado francês, ao mesmo tempo navegava com o Hood, dois cruzadores rápidos e vários contratorpedeiros em perseguição. A primeira onda atacou às 19h45min e tinha seis aviões com bombas de 110 quilogramas, porém todos erraram e dois foram abatidos. O Strasbourg ainda estava emitindo uma espessa fumaça preta, resultado de danos em suas entradas de ar causadas por estilhaços do molhe, com o problema só podendo ser resolvido se a sala de caldeiras nº 2 fosse desligada. Isto reduziria sua velocidade para vinte nós (37 quilômetros por hora), algo inaceitável com os navios britânicos em perseguição. Somerville encerrou a perseguição às 20h25min, mas uma segunda onda do Ark Royal, desta vez com torpedos, atacou às 20h45min. Todas as aeronaves novamente erraram o alvo. As caldeiras puderam ser desligadas com a noite tendo caído. Foi descoberto que trinta tripulantes na sala de caldeiras tinham sucumbido ao calor e gases, cinco dos quais morreram. Reparos nas entradas de ar foram realizados com o navio em andamento e as caldeiras puderam ser religadas em uma hora.
Collinet não sabia se os britânicos ainda estavam em perseguição, assim seguiu para o sul da Sardenha em vez de diretamente para Toulon. Ele manteve um completo silêncio de rádio para impedir que Somerville descobrisse sobre suas intenções, esperando até que o Strasbourg estivesse a sessenta milhas náuticas (110 quilômetros) da ilha de San Pietro, no litoral da Sardenha, às 10h00min de 4 de julho antes que virassem para o noroeste rumo a Toulon. O navio entrou no porto às 21h10min com sua tripulação alinhada no convés, sendo recebida pelas tripulações de vários dos cruzadores pesados no local que cantaram "A Marselhesa".

#### Forças de Alto-Mar

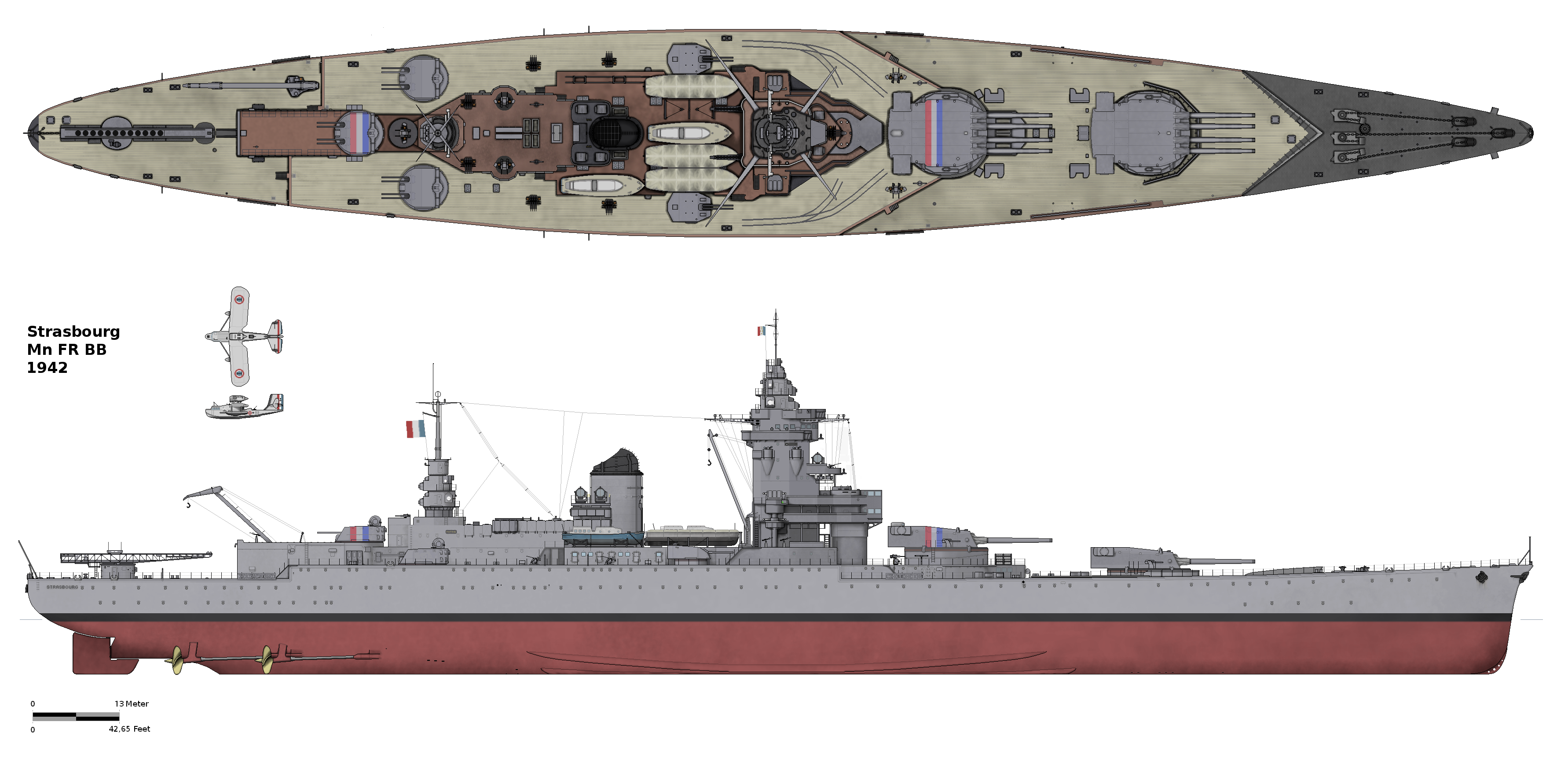
Configuração do Strasbourg em 1942

O comando naval ordenou em 6 de julho que Gensoul voltasse para Toulon, com ele chegando mais tarde no mesmo dia e fazendo do Strasbourg sua capitânia. Reparos aos danos do ataque foram finalizados rapidamente, com o comando naval reorganizando a frota em agosto. As unidades pré-guerra foram dissolvidas entre 8 e 12 de agosto; Gensoul deixou o navio durante esse período no dia 10. O couraçado foi designado para a 3ª Esquadra e em 14 de agosto foi levado para o estaleiro de Toulon para que suas armas antiaéreas recebessem escudos protetores para seus artilheiros. Deixou o estaleiro em 11 de setembro. O comando naval criou suas semanas depois as Forças de Alto-Mar, com o Strasbourg servindo de capitânia sob o almirante Jean de Laborde. A frota nesta época incluía os cruzadores pesados Algérie, Foch e Dupleix, mais os cruzadores rápidos Marseillaise e La Galissonnière.
O Strasbourg e todos os cruzadores menos os Algérie saíram em surtida em 5 de novembro para receberem cinco contratorpedeiros e o couraçado Provence, que tinha sido danificado no Ataque a Mers-el-Kébir e consertado. As duas unidades se encontraram próximo das ilhas Baleares e chegaram de volta a Toulon no dia 8. Os dois anos seguintes transcorreram sem incidentes, principalmente por restrições sobre as atividades navais francesas sob os termos do armistício. Operações de treinamento foram limitadas a duas por mês, com os cruzadores e contratorpedeiros precisando alternar entre períodos de serviço ativo com períodos inativos na reserva com tripulações reduzidas. O Strasbourg ficou em uma doca seca para manutenção periódica entre 15 de abril e 3 de maio de 1941, enquanto em dezembro visitou Marselha por quatro dias. Ficou em doca seca novamente entre 31 de janeiro e 25 de abril de 1942 para uma grande reforma que incluiu a instalação de um radar, com sua bateria antiaérea também sendo modificada. Voltou ao serviço em 27 de abril, retornando para a doca seca por cinco dias em meados de julho a fim de realizar reparos nos motores de seu leme.

#### Toulon

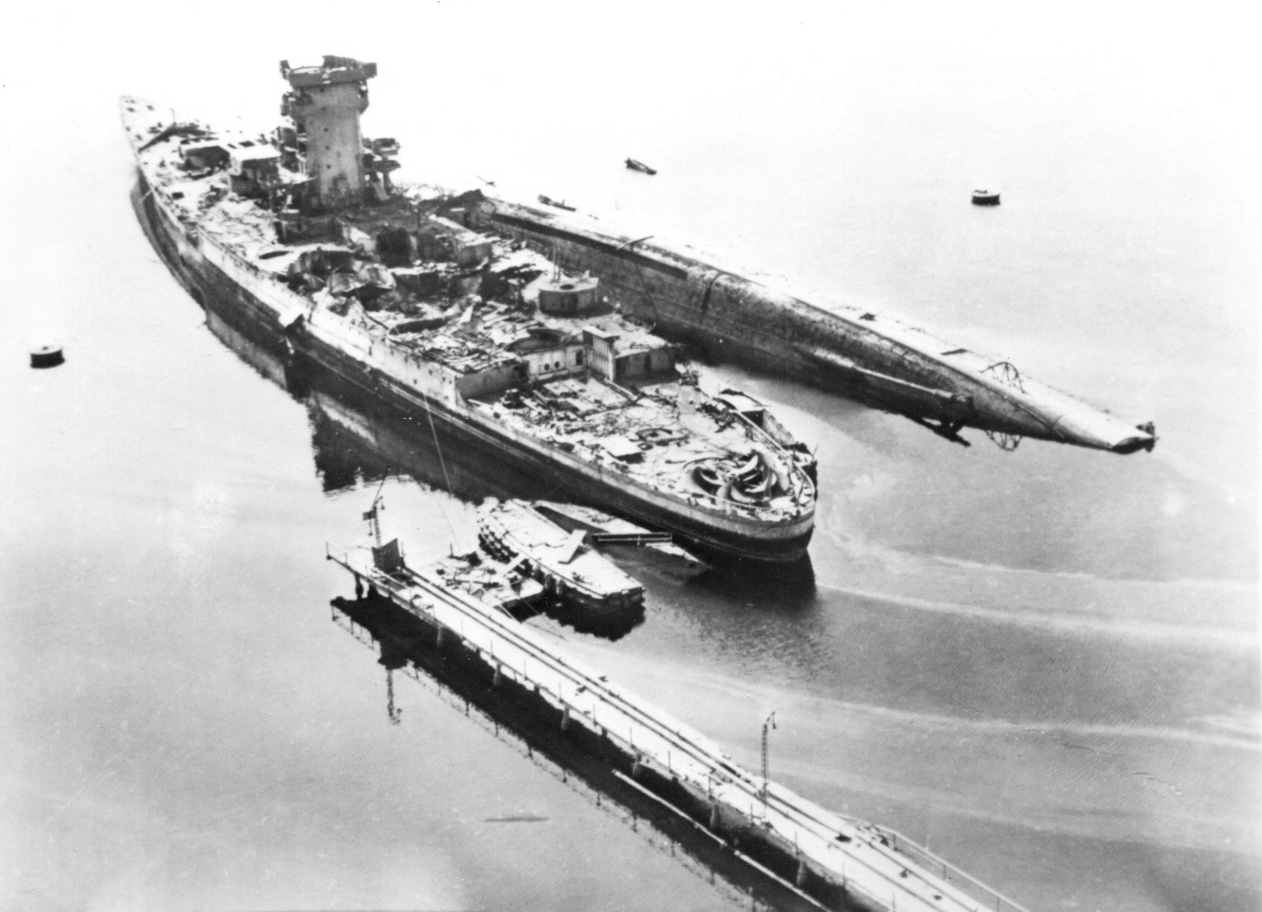
O Strasbourg em 1944 depois de ser bombardeado; o navio emborcado ao lado é provavelmente o La Galissonnière

Os Aliados invadiram o Norte da África Francês em 8 de novembro, com a Alemanha retaliando dois dias depois ao invadir a chamada "zona livre", parte da França de Vichy que até então tinha permanecido livre de ocupação. Elementos da 7ª Divisão Blindada alemã aproximaram-se de Toulon na madrugada de 27 de novembro com a intenção de tomar os navios das Forças de Alto-Mar. Laborde emitiu ordens às 5h30min de que as tripulações deveriam afundar suas próprias embarcações. Equipes de sabotagem já estavam se preparando para destruir os navios, incluindo encher os canos dos canhões com explosivos, com elas passando por cada navio no porto com marretas depois da ordem ter sido dada. Seu objetivo era destruir qualquer equipamento que pudesse ser depois recuperado por alemães ou italianos, incluindo telêmetros, bússolas giroscópicas, rádios e outros equipamentos de valor. Equipes das salas de caldeiras acenderam as caldeiras e desligaram a alimentação de água a fim de fazer com que superaquecessem e explodissem.
Os alemães alcançaram o porto às 5h50min e ordenaram que Laborde entregasse os navios, mas ele os informou que as embarcações já tinham afundado. O Strasbourg parecia intacto, o que criou confusão entre os alemães; na realidade suas válvulas tinham sido abertas e ele estava no processo de afundar. Laborde ordenou às 6h20min que a equipe de sabotagem a bordo detonasse cargas explosivas que destruiriam o couraçado e impediriam que ele simplesmente fosse selado e reflutuado. A Itália recebeu o controle da maioria dos destroços e foi decidido consertar o maior número possível de embarcações para serviço italiano, enquanto aqueles que estivessem muito danificados deveriam ser desmontados. O Strasbourg foi considerado uma perda total depois dele ter sido reflutuado em 17 de julho de 1943, assim ele começou a ser desmontado ainda no porto.
Os alemães tomaram o navio em setembro depois do armistício entre a Itália e os Aliados, sendo entregue de volta às autoridades da França de Vichy em 1º de abril de 1944. Seus destroços foram rebocados para a Baía de Lazaret, onde foi colocado em "estado de conservação". Foi bombardeado e afundado por forças dos Estados Unidos em 18 de agosto durante a invasão do sul da França. Foi reflutuado novamente em 1º de outubro, mas determinado que estava além de qualquer conserto. Foi usado como alvo de testes para explosões subaquáticas até ser condenado e renomeado em 22 de março de 1955 para Q45, sendo vendido para desmontagem em 27 de maio.

### Citações
1. ↑   Labayle-Couhat 1974, pp. 37–38
2. ↑   Jordan & Dumas 2009, pp. 19–22, 24–26
3. ↑   Dumas 2001, pp. 13–15
4. ↑   Jordan & Dumas 2009, pp. 28–29
5. 1 2 3   Dumas 2001, pp. 16–17
6. ↑   Breyer 1973, p. 433
7. 1 2 3   Roberts 1980, p. 259
8. ↑   Whitley 1998, p. 45
9. ↑   Garzke & Dulin 1980, p. 73
10. ↑   Garzke & Dulin 1980, pp. 71–72
11. ↑   Jordan & Dumas 2009, pp. 61–62
12. ↑   Dumas 2001, pp. 67–68
13. 1 2   Whitley 1998, p. 50
14. ↑   Jordan & Dumas 2009, p. 66
15. ↑   Rohwer 2005, p. 2
16. ↑   Jordan & Dumas 2009, pp. 66, 68
17. ↑   Jordan & Dumas 2009, pp. 68–69
18. ↑   Rohwer 2005, pp. 6, 9
19. ↑   Jordan & Dumas 2005, p. 70
20. ↑   Jordan & Dumas 2009, pp. 70–71
21. ↑   Rohwer 2005, pp. 21, 27, 29–30
22. ↑   Dumas 2001, pp. 68–69
23. ↑   Jordan & Dumas 2009, p. 72
24. ↑   Jordan & Dumas 2009, pp. 72–73
25. ↑   Rohwer 2005, p. 31
26. ↑   Jordan & Dumas 2009, pp. 75, 77
27. ↑   Jordan & Dumas 2009, pp. 77, 79, 82
28. ↑   Jordan & Dumas 2009, p. 83
29. ↑   Jordan & Dumas 2009, pp. 83–84
30. ↑   Jordan & Dumas 2009, p. 84
31. ↑   Jordan & Dumas 2009, pp. 89–90
32. ↑   Jordan & Dumas 2009, pp. 88–91
33. ↑   Jordan & Dumas 2009, pp. 92–92
34. 1 2   Jordan & Dumas 2009, p. 93
35. ↑   Dumas 2001, p. 75